# توفینو
توفینو (به ایتالیایی: Tufino) یک کومونه در ایتالیا است که در استان ناپل واقع شده‌است.

## خصوصیات
توفینو ۵٫۲ کیلومترمربع مساحت و ۳٬۴۲۰ نفر جمعیت دارد.